# 소족 (드라마)
《소족》(蘇足)은 2016년 방송되었던 대만의 텔레비전 드라마이다.

## 등장 인물
- 양구이메이 / 팡유신 (方宥心) / 덩윈팅 (鄧筠庭) / 셰신위 (謝欣諭) - 쑤쭈 역
- 양화이민 (楊懷民) / 멍샹 (孟翔) - 린산 역